# Фатальна красуня
«Фатальна красуня» (фр. Hors de prix) — французька кінокомедія режисера П'єра Сальвадорі 2006 року.

## Сюжет
Авантюристка Ірен приймає сором'язливого готельного службовця Жана за мільярдера. Виявивши, що помилилася, вона миттєво його кидає. Однак закоханий Жан вирушає слідом за нею. Його заощадження швидко вичерпуються, і з відчаю Жан погоджується супроводжувати немолоду і дуже заможну пані. Нові обставини знову зближують його з Ірен, яка вже не проти його присутності. Вона допомагає Жанові порадами, і сама, не усвідомлюючи цього, починає дедалі більше прив'язуватися до нього.

## Музика до фільму
У фільмі звучить декілька саундтреків, серед них музика іспанської виконавиці Кончи Буйки.

## Касові збори
Під час показу в Україні, що розпочався 9 серпня 2007 року, протягом перших вихідних фільм демонстрували на 26 екранах, що дозволило йому зібрати $78,274 і посісти 3 місце в кінопрокаті того тижня. Фільм залишився на цій позиції і наступного тижня, адже демонструвався на тих же 26 екранах і зібрав за ті вихідні ще $53,591. Загалом фільм в кінопрокаті України пробув 3 тижні і зібрав $234,761, посівши 63 місце серед найбільш касових фільмів 2007 року.